# Hotel Gleneagles

O Hotel Gleneagles (Gleneagles Hotel) é um hotel de luxo, de cinco estrelas situado a nordeste de Edimburgo, no condado de Perthshire na Escócia  com uma área de 340 hectares,  Foi aberto em 1924 pela antiga Railway Caledonian  (Companhia de Caminhos-de-ferro  ou Estrada-de-ferro da Escócia). É membro da organização The Leading Hotels of The World que agrupa mais de 420 hotéis de luxo no mundo inteiro. 
O hotel também é conhecido pelo seu campo de golfe um dos mais famosos da  Escócia, e, uma parte deste campo (o terreno do Monarca),foi concebido pelo jogador de golfe Jack Nicklaus. Desde 1998, se joga aí  o Johnnie Walker Championship da PGA europeia. O campo de golf e  antigamente estava reservado apenas aos clientes do hotel, mas actualmente está aberto a todos..
Entre 6 e 8 de Julho de 2005, este hotel foi palco da 31ª Cimeira dos G8. Está também previsto a realização do 40º Ryder Cup em 2014 no seu campo de golfe.